# Ben Dova

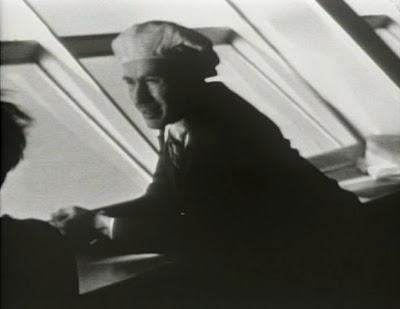
Joseph Späh a bordo del dirigibile LZ 129 "Hindenburg"

Ben Dova, pseudonimo di Joseph Späh (Strasburgo, 14 marzo 1905 – Manassas, 30 settembre 1986), è stato un attore, circense e comico statunitense.

## Biografia
Ben Dova nacque in Francia nel 1905 ma, da bambino, si trasferì negli Stati Uniti d'America con i suoi genitori. In tenera età intraprense l'attività di circense, esibendosi come acrobata per vari circhi. Negli anni 1920, fu scelto per interpretare vari film, il più noto è There's One Born Every Minute. Inoltre, collaborò molto con Stanlio & Ollio ed è ricordato come il maestro della comicità. Partecipò al film Il maratoneta (1976), con Dustin Hoffman nel ruolo di Klaus Szell.

## Filmografia

### Cinema
- There's One Born Every Minute (1933)
- Il maratoneta (Marathon Man), regia di John Schlesinger (1976)
- Dear Mr. Wonderful, regia di Peter Lilienthal (1982)